# شيطوان بليلة
شيطوان بليلة بلدية جزائرية في دائرة بن باديس (سيدي بلعباس) التابعة لولاية سيدي بلعباس شمال غرب الجزائر.